# Исаев, Али Холадаевич
Али́ Холада́евич Иса́ев (1913, Урахи, Даргинский округ, Дагестанская область, Российская империя — 2005, Урахи, Дагестан) — советский спортсмен. заслуженный мастер спорта СССР, первый мастер спорта СССР и первый чемпион СССР из Северного Кавказа. Заслуженный тренер СССР и РСФСР. Неоднократный чемпион СССР. Участник ВОВ в составе ОМСБОН НКВД СССР.

## Биография
Родился в 1913 году в селе Урахи Даргинского округа Российской империи в семье служащего. Отец, Исакади был кадием села Урахи.
Окончил Московский институт физической культуры, после чего работал тренером в обществе «Динамо» и в Дагестане.

### Великая Отечественная война
После начала Великой Отечественной войны 3 июля 1941 года Али Исаев написал заявление с просьбой зачислить его в бригаду особого назначения. Через несколько дней был командирован на стрельбище «Динамо», около станции «Строитель», что в сторону Ярославля — началась боевая учёба. Он охранял Кремль, ГУМ, Колонный зал Дома союзов.
Первый боевой контакт с фашистами — в деревне Попково. Исаев лично уничтожил два немецких танка и пленил генерала вермахта. После Али Исаев оказался за линией фронта.
Участник военного парада 7 ноября 1941 года и парада Победы 24 июня 1945 года.
Али Исаев награждён многими медалями и грамотами Спорткомитета СССР и Правительства. Один из эпизодов жизни Али Исаева, описанный в книге историка:

В те места, где находились вражеские скопления живой силы и техники немцев вдруг началось падение боевых гранат, по имеющимся у немцев данным вокруг опасности от противника не было. Эти гранаты нанесли большие потери. Впоследствии выяснилось, что гранатометчиком был Али Исаев,…— Булач Гаджиев, народный учитель СССР. «Подвиги спортсменов в тылу немцев в годы ВОВ»
За этот подвиг он был награждён орденом Красной Звезды и получил Благодарность Верховного Главнокомандующего Вооружёнными Силами СССР Иосифа Сталина.

### Педагогическая деятельность
Али Исаев работал преподавателем лёгкой атлетики кафедры физического воспитания и спорта Дагестанского государственного педагогического института имени Гамзата Цадасы, а также заведующим кафедрой физического воспитания в Московском ордена Ленина государственном институте физической культуры.
Пенсионер Всесоюзного и Республиканского значения. Пешком прошёл весь Дагестан. В 84 летнем возрасте покорил вершину горы Казбек (2353 м.), Шалбуздаг (4142 м.).

### Смерть
Скончался в 2005 году в возрасте 92 лет от сердечной недостаточности.
Похоронен в родном селе — Урахи Сергокалинского района Республики Дагестан.

## Память
Его именем названа одна из центральных улиц районного центра Сергокалинского района, — села Сергокала, там же на Аллее славы Сергокалинского района и при входе в центральный спортивный стадион установлены мемориальные плиты.

## Семья
- Жена — Хадижат Гапизовна Исаева — участница трудового фронта. В годы Великой Отечественной войны копала окопы и траншеи под Грозным.
- Сын — Исакади Исаев (1934—2021) — мастер спорта СССР по плаванию. Тренер-преподаватель Московского государственного университета спорта и туризма.
- Дочь — Загидат Исаева (род. 1940) — кандидат медицинских наук.
- Племянник — Рашид Рашидов (1937—2018) — мастер спорта СССР, заслуженный тренер РСФСР по вольной борьбе.

## Спортивные результаты

### Чемпионаты СССР
| Год  | Город   | Дата                    | Результат | Место |
| ---- | ------- | ----------------------- | --------- | ----- |
| 1937 | Москва  | 20—24 августа           | 42,08     | 4     |
| 1938 | Харьков | 6—12 сентября           | 45,45     | II    |
| 1940 | Москва  | 25—30 августа           | 44,35     | II    |
| 1944 | Москва  | 13—18 августа           | 42,34     | III   |
| 1945 | Киев    | 9—16 сентября           | 45,20     | II    |
| 1947 | Харьков | 29 августа — 5 сентября | 47,06     | II    |
| 1948 | Харьков | 5—12 сентября           | 46,91     | I     |
| 1949 | Москва  | 3—9 сентября            | 46,92     | I     |

### Другие соревнования
Неоднократный чемпион РСФСР, 20-кратный чемпион Дагестанской АССР, 8-кратный чемпион Северного Кавказа и 17-кратный чемпион Москвы.
Чемпион спартакиады народов Северного Кавказа и Дагестанской АССР. 4-кратный чемпион Всесоюзного общества «Динамо».
В 1997 году — первый чемпион Дагестана по лёгкой атлетике среди ветеранов спорта на стадионе «Труд» Махачкала.
Многократный чемпион Дагестана среди ветеранов спорта (1997, 1998, 1999, 2000, 2001, 2003)[уточнить].

### Тренер
Работал тренером Всесоюзного общества «Динамо», двое его учеников стали чемпионами СССР:
- Герман Климов — МСМК СССР, двукратный чемпион СССР (1959 — юноши, 1970 — взрослые), в будущем Президент Федерации спортивного кино СССР, режиссёр-сценарист;
- Юрий Бакаринов — МСМК СССР, чемпион СССР, участник летних Олимпийских игр 1964 года, заслуженный тренер России, доктор педагогических наук[5].

## Почётные звания
- Мастер спорта СССР (1940).
- Заслуженный мастер спорта СССР (1945).
- Заслуженный тренер РСФСР (1951).
- Заслуженный тренер СССР (1960)[6].

## Награды и звания
- Орден Отечественной войны I степени (1985).
- Орден Отечественной войны II степени (1944).
- Орден Красной Звезды (1942).
- Медаль «За отвагу».
- Медаль «За боевые заслуги».
- Медаль Партизану Отечественной войны I степени.
- Медаль «За оборону Москвы».
- Медаль «Жукова».
- Заслуженный работник НКВД СССР.
- Заслуженный работник культуры ДАССР.